# Mantis insignis
Mantis insignis es una especie de mantis de la familia Mantidae.

## Distribución geográfica
Se encuentra en Angola, Guinea y el Congo.